# An der Weide (Bremen)

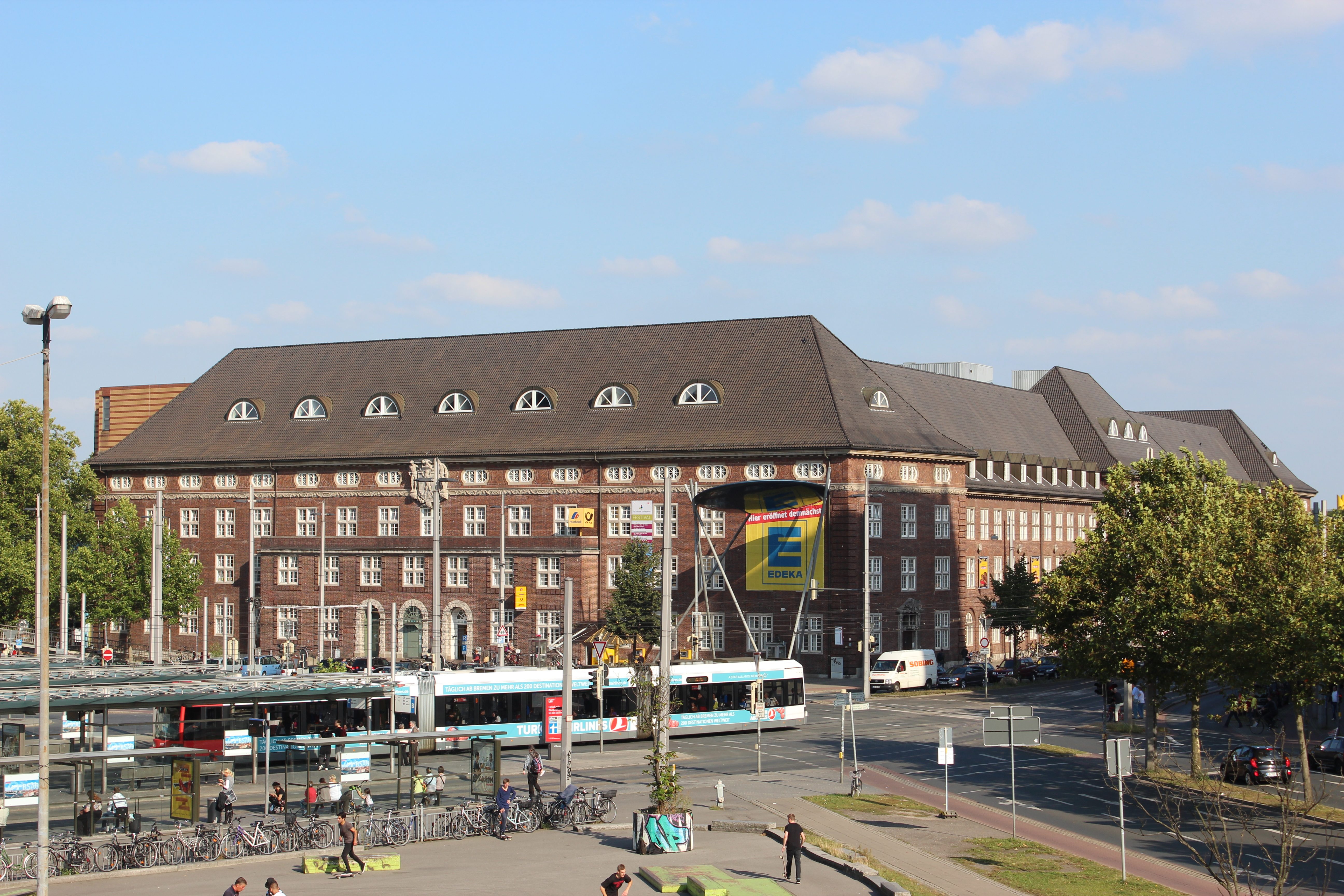
Ehem. Postamt 5, Blick Richtung An der Weide

Die Straße An der Weide ist eine historische Straße in Bremen im Stadtteil Bremen-Mitte, Ortsteil Bahnhofsvorstadt. Sie führt stadtauswärts in West-Ost-Richtung vom Herdentorsteinweg / Bremer Bahnhofsplatz zu den Straßen Außer der Schleifmühle / Am Dobben.
Die Querstraßen wurden benannt als Löningstraße von 1853 nach dem Kaufmann und Vorsitzenden des Bürgerparkvereins Bremen, Justin Friedrich Wilhelm Löning, Friedenstunnel, Parkallee, die zum Bürgerpark führt, Am Dobben nach einem Gewässer und Rembertistraße nach dem Erzbischof von Bremen Rembert (Rimbert, 830–888); ansonsten siehe beim Link zu den Straßen.

## Geschichte

### Name
Die Straße erhielt den Namen nach der Bürgerweide. Seit dem 11. Jahrhundert gab es eine Weidefläche für Nutzvieh, die jedermann in Bremen zur Nutzung freistand. Das Vieh wurde von dort über den Herdentorsteinweg zum Herdentor (Heerdenthor) in die Stadt getrieben. Diese Weidefläche stand bis 1865 zur Verfügung.

### Entwicklung
1410 wurde nördlich der Straße der Pagenthorn errichtet, ein Turm als Teil der Landwehren und Vorposten der Bremer Stadtbefestigung. 
Der Ortsteil Bahnhofsvorstadt entwickelte sich erst nach 1849, als die Bremer Torsperre aufgehoben wurde und die Vorstadtbürger das gleiche Bürgerrecht wie die Altstadtbürger erhielten. 1847 entstand der Hannoversche Bahnhof und bis 1889 der Centralbahnhof, der heutige Hauptbahnhof Bremen.
Bis um 1900 war die erste städtische Bebauung südlich an der Straße weitgehend abgeschlossen. Das Kino Tivoli entstand 1932 durch Joseph Ostwald in einem Theatersaal von 1908 auf Nr. 10. Bis 1926 wurde nördlich der Straße das große Postamt Bremen 5 gebaut.
Die Straße ging in Richtung Westen in den Breitenweg über, bevor 1968 die Hochstraße Breitenweg  gebaut wurde.

### Verkehr
Die Straßenbahn Bremen fährt mit den Linien 1 (Huchting–Am Brill–Hauptbahnhof–S Bf Mahndorf), 4 (Lilienthal–Hauptbahnhof–Domsheide–Arsten) und 10 (Gröpelingen–Walle–Hauptbahnhof–Sebaldsbrück).
Im Nahverkehr in Bremen verkehrt auf der Straße die Buslinie 25 (Weidedamm-Süd–Osterholz).

## Gebäude und Anlagen

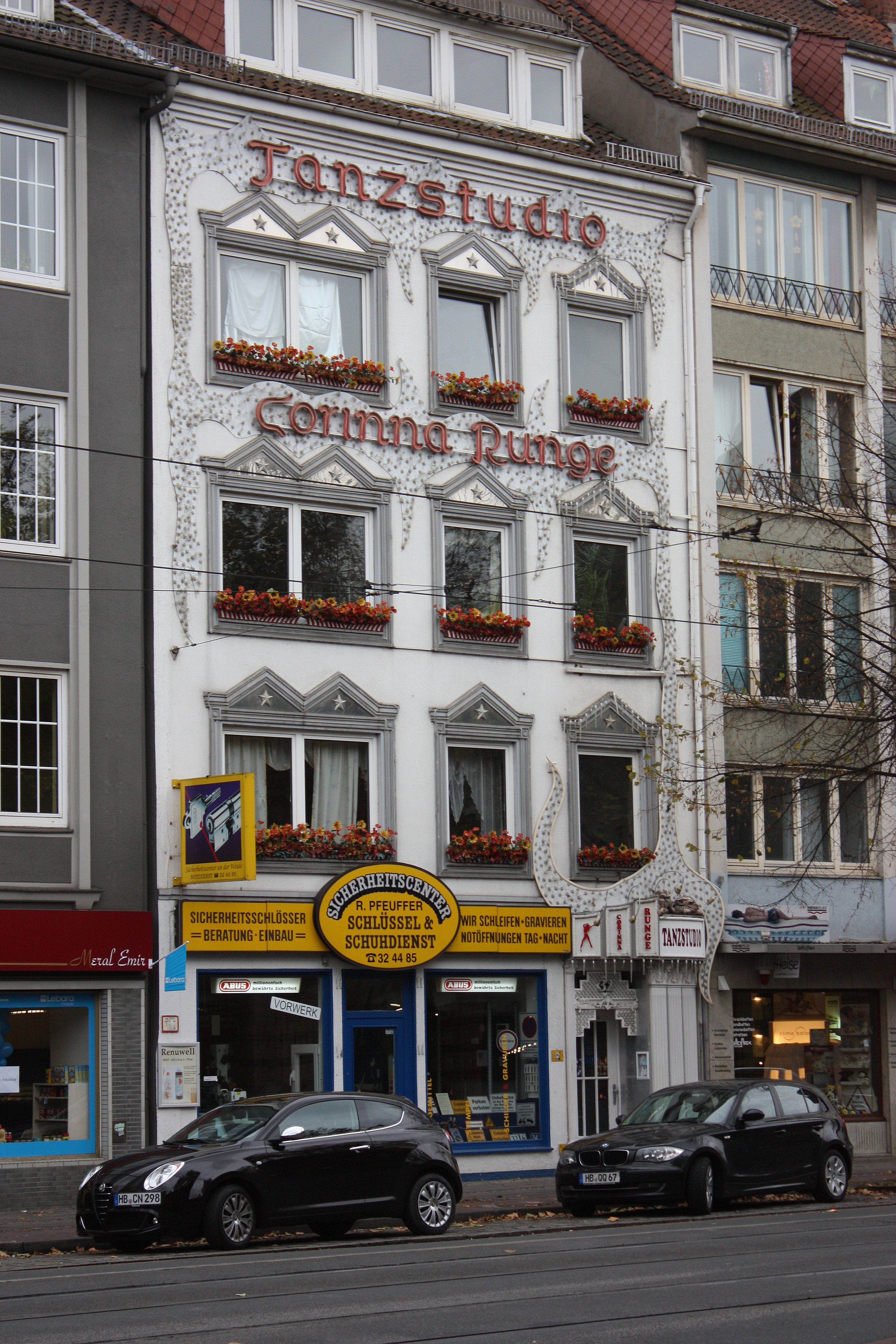
Nr. 31, Tanzstudio

An der Straße befinden sich überwiegend drei- bis fünfgeschossige Gebäude, zumeist nach 1950 erbaut.
Bremer Baudenkmale
- Nr. 48–53 / Bahnhofsplatz 20: 4-gesch. Postamt Bremen 5 von 1926 nach Plänen von Rudolf Jacobs, im Stil der 1920er Jahre.[1]

Erwähnenswerte Gebäude
- Bahnhofspl. 28: 5-gesch. Gewerkschaftshaus Bremen (DGB) mit Rotsteinfassade
  - 1948 wurde hier das Bremer Kino UT am Bahnhof wieder aufgebaut; es musste 2001 schließen.[2]
- Nr. 14–16: 5-gesch. Bürogebäude des Statistischen Landesamtes von 1966
- Nr. 23: 5-gesch. Geschäfts- und Bürohaus mit Sitz des Deutschen Mieterbundes (DMB) und Mieterverein Bremen
- Nr. 27–29: 4-gesch. Büro- und Geschäftshaus der CSL Plasma Bremen (ZLB Plasma Services); Bauwerk von 1952 für die Papiergroßhandlung A. Pohlmeyer & Co. nach Plänen von Ernst Becker-Sassenhof
- Nr. 31: 4-gesch. Geschäfts- und Bürohaus mit verspielten Fassadenornamenten der 1900er Jahre; Tanzstudio
- Nr. 41 / Rembertistraße 52: 6-gesch. Wohn-, Büro- und Geschäftshaus mit Staffelgeschoss als Eckgebäude von um 1965 mit der Remberti Apotheke.

Kunstobjekt
- Skulptur Aufgehender Mond beim ehemaligen Postamt 5, von 1990 von Manfred Ortner Linz